# Francesco Morelli
Francesco Morelli detto Ferrino (Siena, 12 dicembre 1788 – Grosseto, 28 giugno 1822) è stato un fantino italiano.
Vinse tre volte il Palio di Siena.
Era noto anche come Ferrino Maggiore, poiché al fratello più giovane, Pasquale, anch'egli fantino, fu assegnato l'appellativo di Ferrino Minore al fine di distinguerlo da Francesco. Ambedue ereditarono il soprannome dal nonno paterno Giuseppe e dal padre Liborio, entrambi conosciuti come "Ferrino".

## Carriera
Ferrino esordì al Palio di Siena il 2 luglio 1811, correndo senza successo per la Giraffa. 
Alla sua undicesima partecipazione, il 19 agosto 1818, in occasione del Palio straordinario indetto per volontà di Ferdinando III, granduca di Toscana, colse la prima vittoria, vestendo il giubbetto dell'Istrice. 
L'anno dopo, alla carriera del 17 agosto 1819, Ferrino ottenne il suo secondo successo, conquistando di nuovo il Palio per l'Istrice.
La terza vittoria giunse il 16 agosto 1821, allorché portò alla vittoria la Pantera. Tuttavia, tale Palio coincise anche con l'ultimo disputato da Ferrino, che morì a Grosseto il 28 giugno dell'anno seguente.

## Presenze al Palio di Siena
Le vittorie sono evidenziate ed indicate in neretto.
| Palio          | Contrada     | Cavallo                | Note   |
| -------------- | ------------ | ---------------------- | ------ |
| 2 luglio 1811  | Giraffa      | Baio di G. Manetti     |        |
| 16 agosto 1811 | Tartuca      | Morello di B. Neri     |        |
| 2 luglio 1815  | Civetta      | Baio di G. Manetti     |        |
| 16 agosto 1815 | Pantera      | Morello di G. Batazzi  |        |
| 2 luglio 1816  | Civetta      | Grigio di A. Felli     |        |
| 16 agosto 1816 | Istrice      | Grigio di S. Felli     |        |
| 2 luglio 1817  | Chiocciola   | Baio di G.B. Bonelli   |        |
| 16 agosto 1817 | Valdimontone | Sauro di G. Batazzi    |        |
| 2 luglio 1818  | Aquila       | Morello di A. Lippi    |        |
| 16 agosto 1818 | Tartuca      | Baio di A. Bardotti    |        |
| 19 agosto 1818 | Istrice      | Baio di C. Falconi     |        |
| 30 marzo 1819  | Istrice      | Morello di P. Masoni   |        |
| 2 luglio 1819  | Aquila       | Baio di D. Meini       |        |
| 17 agosto 1819 | Istrice      | Morello di G. Magnelli |        |
| 2 luglio 1820  | Nicchio      | Morello di G. Bagnoli  |        |
| 16 agosto 1820 | Tartuca      | Baio di S. Pagliai     | scosso |
| 2 luglio 1821  | Drago        | Baio di G. Soldatini   |        |
| 16 agosto 1821 | Pantera      | Grigio di S. Felli     |        |